# Спілка войовничих безбожників
Спілка войовничих безбожників (у деяких джерелах — Спілка войовничих безвірників; рос. Сою́з вои́нствующих безбо́жников, раніше — Союз безбожников; Общество друзей газеты «Безбожник») — громадська організація в СРСР, заснована в 1925 році, що ставила за мету ідейну боротьбу з релігією в усіх її проявах.

## Історія
Вирішальну роль у виникненні організації зіграла газета «Безбожник», що видавалася з 1922 року. Навколо неї швидко сформувалася мережа кореспондентів і читачів. Завдяки їм, у серпні 1924 року в Москві було утворене Товариство друзів газети «Безбожник» (ОДГБ). І з'їзд ОДГБ, що відбувся у квітні 1925 року, ухвалив створити єдине всесоюзне антирелігійне товариство «Спілка войовничих безбожників СРСР» (СВБ СРСР, рос. «Союз воинствующих безбожников СССР»); в Україні було створене її республіканське відділення — СВБ УСРР.
11-15 червня 1929 року в Москві відбувся ІІ з'їзд Спілки безбожників, на якому було прийнято історичне рішення про перейменування організації в Союз войовничих безбожників (СВБ). Крім цього з'їзд затверджує устав СВБ СРСР.
Був розроблений план «безбожної п'ятирічки», що передбачав декілька етапів:
- 1932–1933 рр. — закриття всіх церков, монастирів, молитовних будинків;
- 1933–1934 рр. — зникнення релігійного світогляду, який міг виростати з виховання в родині й літератури;
- 1934–1935 рр. — вся держава (і особливо молодь), мала бути охоплена антирелігійною пропагандою;
- 1935–1936 рр. — в Радянському Союзі не повинно було залишитись жодного священнослужителя;
- до 1937 року планувалось викорінити релігію «з самих потаємних місць»[4].

## Діяльність

Значок члена СВБ СРСР

Спілка розгорнула велику роботу із пропаганди атеїзму, зі створення музеїв і виставок, випуску наукової й науково-популярної літератури, а також ряду періодичних видань (газета «Безбожник», журнали «Безбожник», «Антирелигиозник», «Воинствующий атеизм», «Юные безбожники» та інших, що виходили на різних мовах народів СРСР). Значна кількість літератури виходила в світ у видавництві «Безбожник», згодом Державному видавництві антирелігійної літератури (ГАИЗ). Згодом було створено мережу філіалів в союзних республіках, зокрема Спілку войовничих безвірників України.
Активність проявляли первинні організації СВБ на заводах, фабриках, у колгоспах, навчальних закладах. Число осередків СВБ досягло до 1940 р. 96 000, а число членів союзу — 3 000 000 чоловік. Серйозна увага приділялася підготовці атеїстичних кадрів. Були відкриті спеціальні курси (очні й заочні) для підготовки пропагандистів наукового атеїзму. Проводилася робота із впровадження в побут нових, безрелігійних свят й обрядів.
У СВБ співробітничали відомі діячі комуністичної партії — Н. К. Крупська, А. В. Луначарський, П. А. Красіков, І. І. Скворцов-Степанов, М. І. Бухарін й інші. Очолював СВБ протягом всіх років Омелян Ярославський.
В 1941 Спілка налічувала 3,5 млн членів, прийнятих, переважно, методами адміністративного примусу. Із вторгненням німецьких військ діяльність Спілки була фактично припинена, що було пов'язано з використанням православ'я як чинника згуртовування перед обличчям небезпеки. Останній номер «Безбожника» вийшов у липні 1941 року. Офіційно організація була розпущена в 1947 році, а її функції перейшли до Всесоюзного товариства по поширенню політичних і наукових знань (товариство «Знання»).